# IOS 13
iOS 13 là phiên bản thứ mười ba của hệ điều hành iOS, được thiết kế và phát triển bởi Apple Inc., là phiên bản kế nhiệm của iOS 12, và được kế nhiệm bởi iOS 14. Phiên bản này được công bố bởi Craig Federighi tại WWDC 2019 diễn ra vào ngày 3 tháng 6 năm 2019 và phát hành chính thức tới người dùng vào ngày 19 tháng 9 năm 2019. Bản cập nhật này bao gồm nhiều sự thay đổi và bổ sung lớn về hiệu năng, tính năng, giao diện cũng như có sự xuất hiện của iPadOS được xây dựng từ iOS 13 dành riêng cho iPad.

## Lịch sử
iOS 13 và iPadOS 13 được giới thiệu bởi Craig Federighi tại Hội nghị các nhà phát triển toàn cầu Apple vào ngày 3 tháng 6 năm 2019. Phiên bản Beta đầu tiên được ra mắt dành cho nhà phát triển ngay sau buổi hội nghị. Phiên bản Beta thứ 2 được phát hành vào ngày 18 tháng 6 năm 2019, và phiên bản thử nghiệm công khai đầu tiên được phát hành vào ngày 24 tháng 6 năm 2019. Phiên bản chính thức đã ra mắt vào ngày 19 tháng 9 năm 2019.

## Các thay đổi lớn

### Chế độ tối
Chế độ tối từ lâu đã xuất hiện trên iOS, nhưng nó ở dưới dạng là một trợ năng 'Đảo ngược màu', giúp chuyển nền trắng thành đen. Nhưng chúng gây ra sự bất tiện khi đảo ngược từ đen thành trắng, đảo ngược màu của ảnh và tất cả mọi thứ. Sau đó, nó được cải tiến thành 'Đảo ngược thông minh', giúp chuyển nền trắng thành đen, không đổi màu hình ảnh. Nhưng nó vẫn còn tồn tại bất cập là làm cho máy chậm đi, dẫn đến tình trạng treo máy. Bản cập nhật iOS 13 này đã khắc phục các vấn đề đó.
Mọi ứng dụng hệ thống đều có thể sử dụng ở Chế độ tối. Hình nền cũng sẽ chuyển thành màu tối. Người dùng có thể bật Chế độ tối ở trong phần Màn hình & độ sáng của Cài đặt, hoặc từ thanh Trung tâm kiểm soát. Độ tối sẽ phụ thuộc và từng mẫu iPhone, những iPhone sử dụng màn hình OLED sẽ cho trải nghiệm tối tốt hơn các thiết bị iPhone sử dụng màn hình LCD.

### Siri
Siri sử dụng giọng nói do phần mềm phiên tạo thần kinh một cách thông minh thay vì phép ghép từng câu từng chữ của giọng nói thu âm của người giúp cho Siri nói trở nên trôi chảy và tự nhiên hơn.

### Bàn phím
Bàn phím ảo QuickType có thêm tính năng mới là QuickPath, cho phép người dùng sử dụng ngón tay vuốt bàn phím để hoàn thành ngay câu chữ cần gõ. Tính năng này trước đây đã có mặt độc quyền qua các ứng dụng bàn phím bên thứ ba nhất định như là  SwiftKey hoặc Gboard trên Android.

### Đăng nhập với Apple
Tính năng đăng nhập mới là "Đăng nhập với Apple" đã được ra mắt, cho phép người dùng tạo tài khoản với các dịch vụ bên thứ ba trong khi các dịch vụ này chỉ sử dụng những thông tin cơ bản. Người dùng có lựa chọn được phép tạo ra những thư điện tử ảo cho từng trang, điều này cải thiện riêng tư, ẩn danh và giảm thiểu thông tin bị đánh cắp qua email chính của người dùng. Tất cả các ứng dụng iOS trợhỗ  phương thức đăng nhập của bên thứ ba (như phương thức đăng nhập với Facebook và Google) bắt buộc cập nhật tính năng Đăng nhập với Apple, và giao diện người dùng iOS khuyến cáo các nhà phát triển phần mềm sử dụng phương thức Đăng nhập với Apple thay thế cho những cách đăng nhập trên.

### Hiệu suất
Trên iOS 13, tốc độ mở các ứng dụng nhanh gấp đôi. Tốc độ mở khóa của FaceID sẽ nhanh hơn 30%. Đồng thời, Apple cũng sử dụng các thuật toán để nén các ứng dụng trên AppStore, làm cho thời gian tải ứng dụng ít hơn 50% và thời gian cập nhật ứng dụng cũng sẽ ít hơn 60%.

### Những thay đổi khác
Phiên bản iOS dành cho iPad được đổi tên thành iPadOS để phân biệt được nền tảng và sự khác nhau về tính năng so với iPhone và iPod Touch.
iOS 13 đã tương thích và hỗ trợ nhiều loại tay cầm trò chơi. Đồng thời nó cũng bổ sung thêm tính năng ghép đôi Bluetooth với nhiều AirPods hay tai nghe không dây khác cùng một lúc.

## Ứng dụng

### Tin nhắn
Bổ sung những trang phục, kiểu dáng mới cho Memoji. Apple cũng giới thiệu Memoji Stickers, cho phép mọi người tự tạo sticker cho chính bản thân mình. Và giờ đây, bạn có thể chia sẻ tên mình và ảnh đại diện, phòng khi người khác không lưu thông tin của bạn vào danh bạ và không nhận ra bạn là ai. Ứng dụng tinh nhắn cũng thêm tính năng gõ QuickPath cho phép người dùng có thể vuốt ngón tay trên bàn phím để gõ một từ. Trước đó, tính năng này chỉ được cung cấp bởi bên thứ ba như SwiftKey và đã xuất hiện một thời gian trên Android

### Lời nhắc
Trên iOS 13, ứng dụng "Lời nhắc" đã được sửa đổi hoàn toàn về giao diện và được trang bị nhiều tính năng mới. Một trong số đó là 'Thanh công cụ nhanh' để thêm thời gian, ngày tháng, vị trí, đánh dấu, ảnh và các tài liệu đã được quét và lời nhắc của bạn. Tiếp theo là 'Danh sách thông minh' đang trở nên hữu ích hơn, chúng tự động sắp xếp lời nhắc của bạn và nhóm chúng thành các nhóm khác nhau.

### Ảnh
Ứng dụng Ảnh được bổ sung thêm nhiều tính năng. Các ảnh được sắp xếp theo một bố cục hợp lý. Người dùng có thể phóng to để xem ảnh. Phần chỉnh sửa ảnh cũng đã được bổ sung thêm nhiều tuỳ chọn hơn, giúp cho việc chỉnh sửa ảnh trở nên dễ dàng và tiện lợi.

### Khác
- CarPlay được bổ sung thêm Bảng điều khiển mới.
- App Store được thêm Apple Arcade cho phép người dùng chơi hơn 100 tựa game độc quyền trên iOS.
- Siri được thay đổi giọng mới tự nhiên và trong trẻo hơn.
- Ứng dụng 'Sức khoẻ' được cá nhân hoá hơn. Nó trở nên dễ dàng, tiện lợi hơn để truy cập những thông tin quan trọng và khẩn cấp. Apple cũng bổ sung tính năng theo dõi chu kỳ kinh nguyệt và những thông tin để giúp bạn hiểu rõ hơn về chu kỳ kinh nguyệt cũng như sức khỏe tổng thể của bạn
- Trang bắt đầu trong Safari đã được cải thiện. Chúng hiện những đề xuất của Siri, mục yêu thích và các trang web thường xuyên truy cập để người dùng dễ dàng và nhanh chóng truy cập trang web mong muốn
- Thông thường khi sử dụng thực tế ảo, mọi vật đều không tự nhiên. Con người và các cảnh vật xung quanh đều không có ý nghĩa gì đối với thực tế ảo, họ có thể bị che lấp bởi thực thể thực tế ảo cho dù họ có đứng xa hay gần. Nhưng giờ đây, con người có thể đứng trước hoặc sau thực thể thực tế ảo nhờ ARKit 3, tạo ra một trải nghiệm thực tế ảo hoàn toàn mới.
- Để hỗ trợ gõ văn bản thêm thú vị hơn, Apple cũng đã trang bị chức năng thêm những phông chữ mới cho hệ thống bằng cách tải từ App Store.

## Thiết bị được hỗ trợ
iOS 13 ngưng hỗ trợ cho một số thiết bị chỉ được trang bị 1GB RAM. Đây là phiên bản iOS đầu tiên có những thiết bị nền tảng 64-bit bị khai tử. Các thiết bị không còn được hỗ trợ cập nhật iOS 13 gồm có iPhone 5S, iPhone 6 / 6 Plus, và iPod Touch thế hệ thứ 6. iPad mini 4 dù được trang bị con chip Apple A8 nhưng nhờ có 2GB RAM nên vẫn được lên iPadOS 13.

Để thuận tiện cho việc loại trừ các tính năng không cần thiết giữa iPhone và iPad, iOS 13 đã được tách ra chỉ hỗ trợ iPhone/iPod touch, và Apple cho ra mắt một hệ điều hành mới dành riêng cho máy tính bảng iPad là iPadOS.
| - iPhone 6S - iPhone 6S Plus - iPhone SE (thế hệ thứ nhất) - iPhone 7 - iPhone 7 Plus - iPhone 8 - iPhone 8 Plus - iPhone X - iPhone XR - iPhone XS - iPhone XS Max - iPhone 11 - iPhone 11 Pro - iPhone 11 Pro Max - iPhone SE (thế hệ thứ 2) | - iPod Touch (thế hệ 7) |